# 蚕室駅
蚕室駅（チャムシルえき）は、大韓民国ソウル特別市松坡区蚕室洞にあるソウル交通公社の駅。松坡区庁という副駅名がある。洞名と駅名の由来は朝鮮時代に養蚕施設があったことから蚕室になった。1日の平均乗降客数は約15万5200人でソウルの地下鉄駅で最も多い。

## 利用可能な鉄道路線
ソウル交通公社
 2号線 - 駅番号は216
 8号線 - 駅番号は814

## 歴史
1980年の計画では5号線が蚕室駅を通る予定で、2号線蚕室駅建設時でも5号線を考慮して建設された。しかし、5号線が蚕室駅を通る計画は白紙化され、代わりに8号線が開業している。 
- 1980年10月31日 - ソウル特別市地下鉄公社（当時）2号線の駅として開業。
- 1996年11月23日 - ソウル特別市都市鉄道公社（当時）8号線の駅が開業、乗換駅となる。
- 2005年1月1日 - ソウル特別市地下鉄公社がソウルメトロへ名称を変更。
- 2007年 - 2号線ホームにホームドアを設置。
- 2017年5月31日 - ソウル特別市都市鉄道公社とソウルメトロが統合され、2号線・8号線はソウル交通公社の駅となる。

## 駅構造

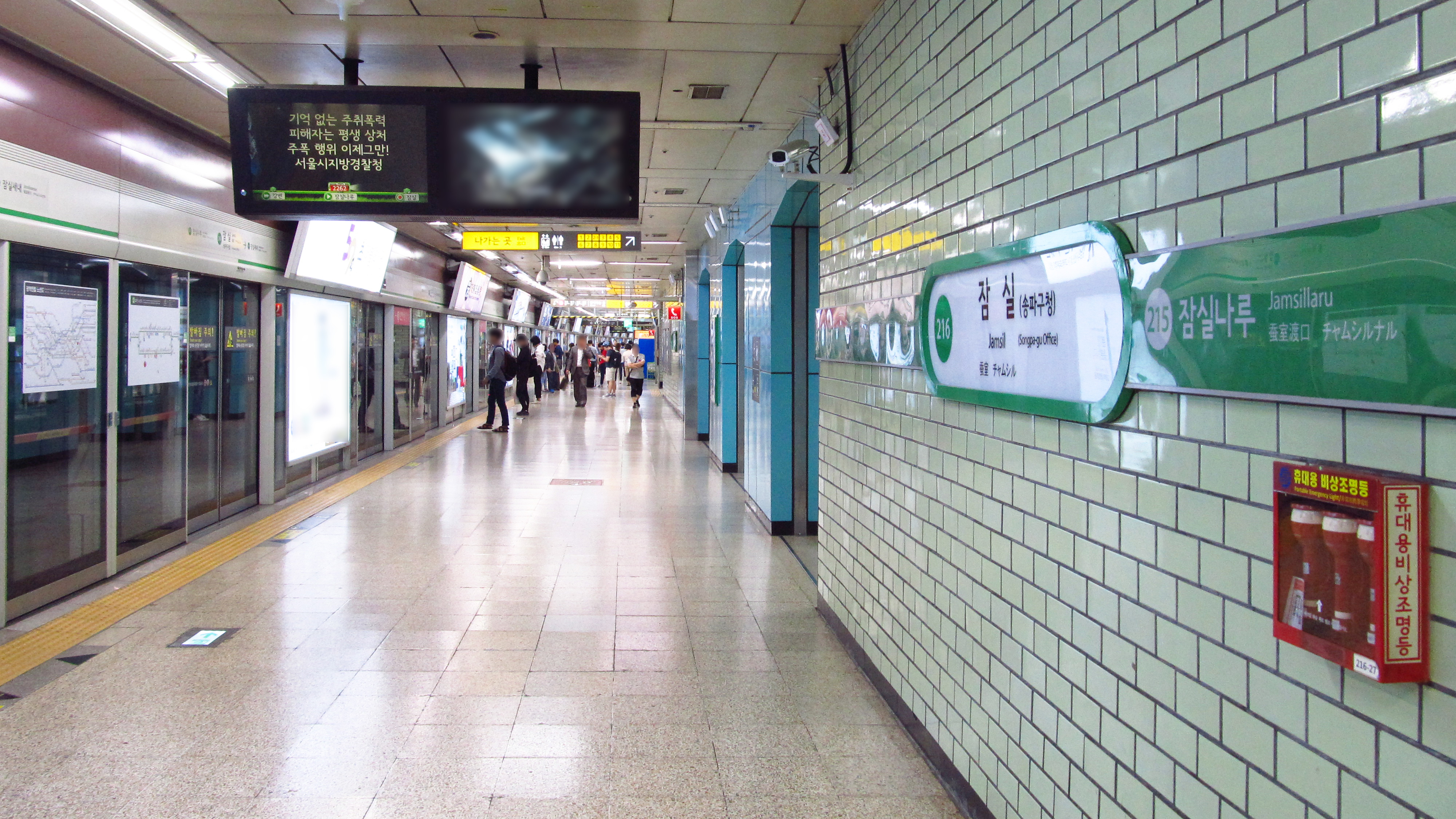
2号線ホーム（2018年9月14日）

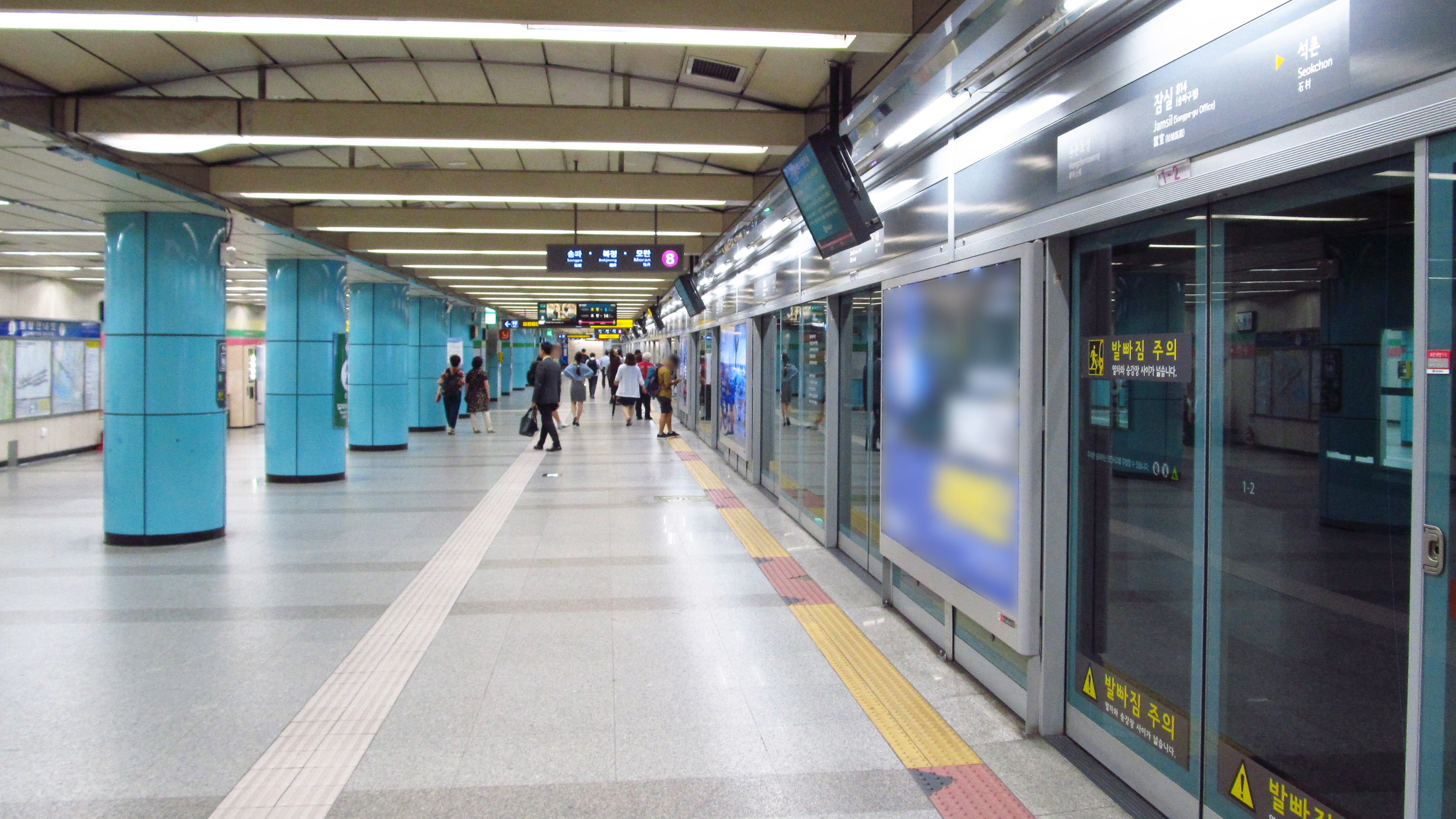
8号線ホーム（2018年9月14日）

2号線は相対式ホーム2面2線を有する地下駅で、フルスクリーンタイプのホームドアが設置されている。ホーム東端（蚕室ナル寄り）に8号線との連絡階段がある。改札口は2ヶ所あるが、両方とも内回り・外回りホーム別々に設置されている。化粧室は改札外にある。
出入口は1番から8番まであり、その内5 - 8番出入口は地下アーケードからの出入口になっている。ロッテワールドは地下アーケードで直接つながっており、地上に出ずに行くことが可能。
8号線も相対式ホーム2面2線を有する地下駅で、フルスクリーンタイプのホームドアが設置されている。ホーム西端（石村寄り）に2号線との連絡階段がある。改札口は上下ホーム別々に設置されている。化粧室は改札外にある。
エレベーター完備。出入口は9番から11番までの計3ヶ所ある。

### のりば
案内上ののりば番号は設定されていない。 
| ホーム      | 路線        | 行先                                  |             |
| 2号線ホーム | 2号線ホーム | 2号線ホーム                           | 2号線ホーム |
| ----------- | ----------- | ------------------------------------- | ----------- |
| 内回り      | 2号線       | 宣陵・教大・舎堂・新道林方面          |             |
| 外回り      | 2号線       | 建大入口・往十里・乙支路3街・市庁方面 |             |
| 8号線ホーム |             |                                       |             |
| 上り        | 8号線       | 夢村土城・江東区庁・岩寺・別内方面    |             |
| 下り        | 8号線       | 松坡・可楽市場・福井・牡丹方面        |             |

#### 駅の位置について
8号線の蚕室駅は2号線の蚕室駅より東に200mほど離れた位置にあり、乗換に時間を要する。8号線は蚕室駅交差点付近（現在の2号線蚕室駅）で急カーブとなっているため、8号線蚕室駅は蚕室駅交差点に設置することができず、蚕室駅交差点から東に200mほど離れた所に8号線蚕室駅が建設された。 

## 利用状況
近年の一日平均利用人員推移は下記のとおり。
| 路線  | 路線     | 2000年  | 2001年  | 2002年  | 2003年  | 2004年  | 2005年  | 2006年  | 2007年  | 2008年  | 2009年  | 出典  |
| ----- | -------- | ------- | ------- | ------- | ------- | ------- | ------- | ------- | ------- | ------- | ------- | ----- |
| 2号線 | 乗車人員 | 74,226  | 73,693  | 74,720  | 72,182  | 71,540  | 74,082  | 73,759  | 75,134  | 78,524  | 79,704  | [ 2 ] |
| 2号線 | 降車人員 | 68,957  | 67,308  | 67,632  | 66,200  | 65,432  | 67,717  | 67,682  | 68,648  | 70,563  | 71,485  | [ 2 ] |
| 2号線 | 乗降人員 | 143,184 | 141,001 | 142,353 | 138,383 | 136,973 | 141,799 | 141,442 | 143,782 | 149,087 | 151,189 | [ 2 ] |
| 8号線 | 乗車人員 | 6,322   | 6,585   | 7,014   | 7,037   | 7,260   | 7,256   | 6,956   | 6,893   | 7,236   | 7,424   | [ 3 ] |
| 8号線 | 降車人員 | 7,594   | 8,080   | 8,183   | 7,995   | 8,146   | 8,114   | 7,860   | 8,041   | 8,976   | 9,648   | [ 3 ] |
| 8号線 | 乗降人員 | 13,916  | 14,665  | 15,197  | 15,032  | 15,406  | 15,370  | 14,816  | 14,934  | 16,212  | 17,072  | [ 3 ] |
| 路線  | 路線     | 2010年  | 2011年  | 2012年  | 2013年  | 2014年  | 2015年  | 2016年  | 2017年  | 2018年  | 2019年  | 出典  |
| 2号線 | 乗車人員 | 78,243  | 78,403  | 77,803  | 78,297  | 81,165  | 82,455  | 85,214  | 88,971  | 90,013  | 86,977  | [ 2 ] |
| 2号線 | 降車人員 | 70,304  | 71,177  | 70,703  | 71,838  | 74,396  | 75,642  | 79,216  | 83,337  | 85,363  | 83,743  | [ 2 ] |
| 2号線 | 乗降人員 | 148,547 | 149,580 | 148,506 | 150,136 | 155,561 | 158,098 | 164,430 | 172,308 | 175,376 | 170,721 | [ 2 ] |
| 8号線 | 乗車人員 | 8,126   | 8,804   | 9,178   | 9,454   | 9,817   | 11,439  | 12,888  | 13,912  | 15,002  | 16,200  | [ 3 ] |
| 8号線 | 降車人員 | 10,910  | 11,730  | 12,214  | 11,811  | 11,662  | 13,354  | 14,794  | 16,206  | 17,433  | 18,700  | [ 3 ] |
| 8号線 | 乗降人員 | 19,036  | 20,534  | 21,392  | 21,265  | 21,479  | 24,793  | 27,682  | 30,118  | 32,435  | 34,900  | [ 3 ] |

## 駅周辺

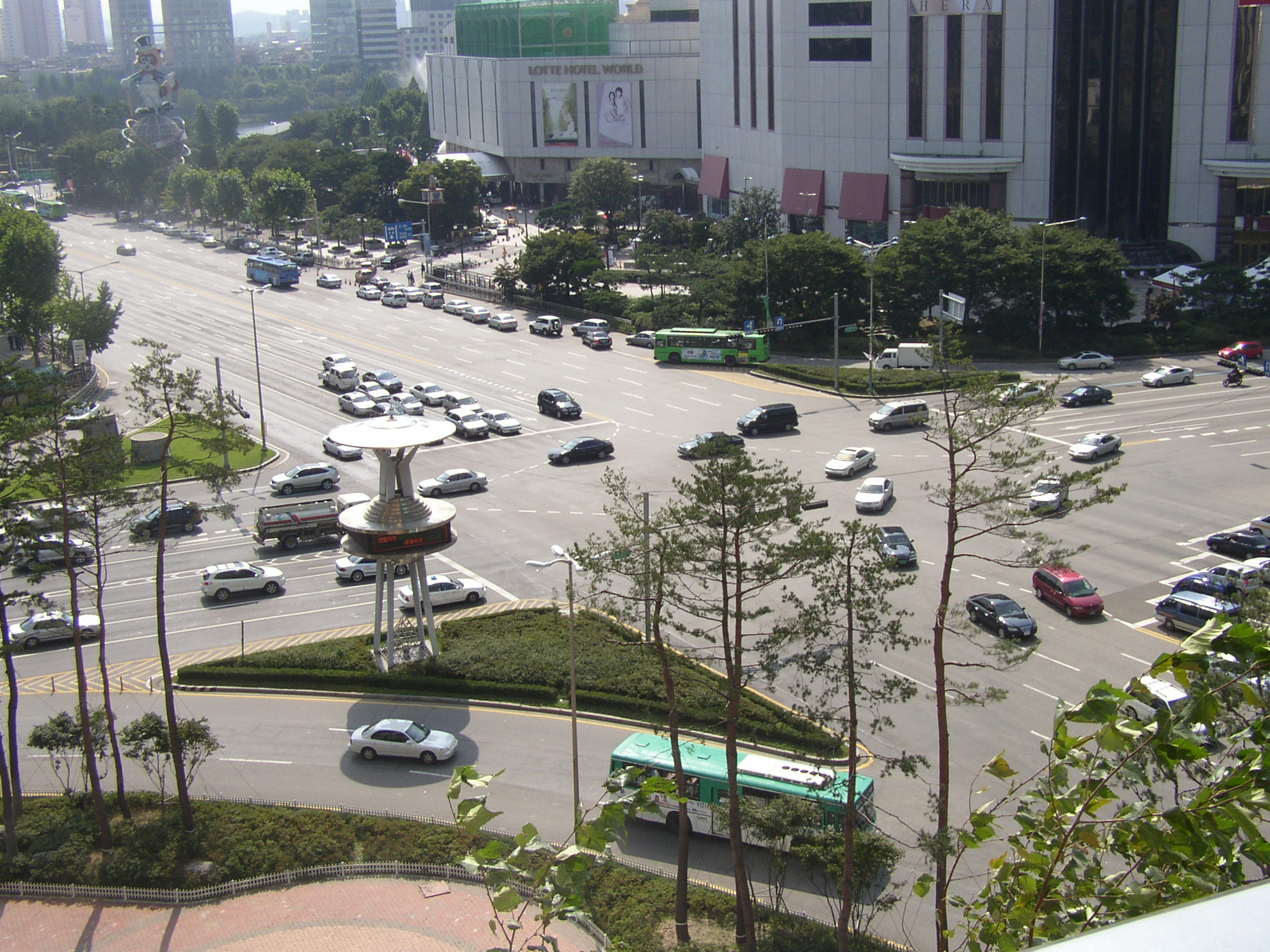
蚕室駅交差点（2007年10月7日）

2号線の駅は松坡大路とオリンピック路の交差する蚕室駅交差点の真下に位置し、8号線の駅オリンピック路の真下に位置する。周辺はロッテに関する建物が多いが、住宅街も存在する。
- 蚕室広域乗換センター（朝鮮語版）
- 大清皇帝功徳碑
- 蚕室住公5団地
- 教保文庫蚕室店
- 国民健康保険公団
- 国民年金管理公団
- ロッテ百貨店蚕室店
- ロッテマートワールド店
- ロッテワールド
- ロッテワールドホテル
- 三星子供博物館（朝鮮語版）
- ソウルノリマダン
- ソウル新川初等学校（朝鮮語版）
- ソウル特別市交通会館
- 石村湖水公園（朝鮮語版）
- 松坡区庁
- 松坡山台遊び伝授教育館
- 蚕室大橋
- 蚕室郵便局
- 蚕室中学校（朝鮮語版）
- 韓国産業銀行蚕室支店
- ホームプラス蚕室店
- KT 蚕室支店

## 隣の駅
ソウル交通公社
 2号線
蚕室ナル駅 (215) - 蚕室駅 (216) -  蚕室セネ駅 (217)
 8号線
夢村土城駅 (813) - 蚕室駅 (814) -  石村駅 (815)